# Tatrovice
Tatrovice är en ort i Tjeckien.   Den ligger i regionen Karlovy Vary, i den västra delen av landet, 120 km väster om huvudstaden Prag. Tatrovice ligger 585 meter över havet och antalet invånare är 146.
Terrängen runt Tatrovice är kuperad åt nordväst, men åt sydost är den platt. Runt Tatrovice är det ganska tätbefolkat, med 248 invånare per kvadratkilometer. Närmaste större samhälle är Karlovy Vary, 13,3 km öster om Tatrovice. I omgivningarna runt Tatrovice växer i huvudsak blandskog.